# Galerie Ravenstein

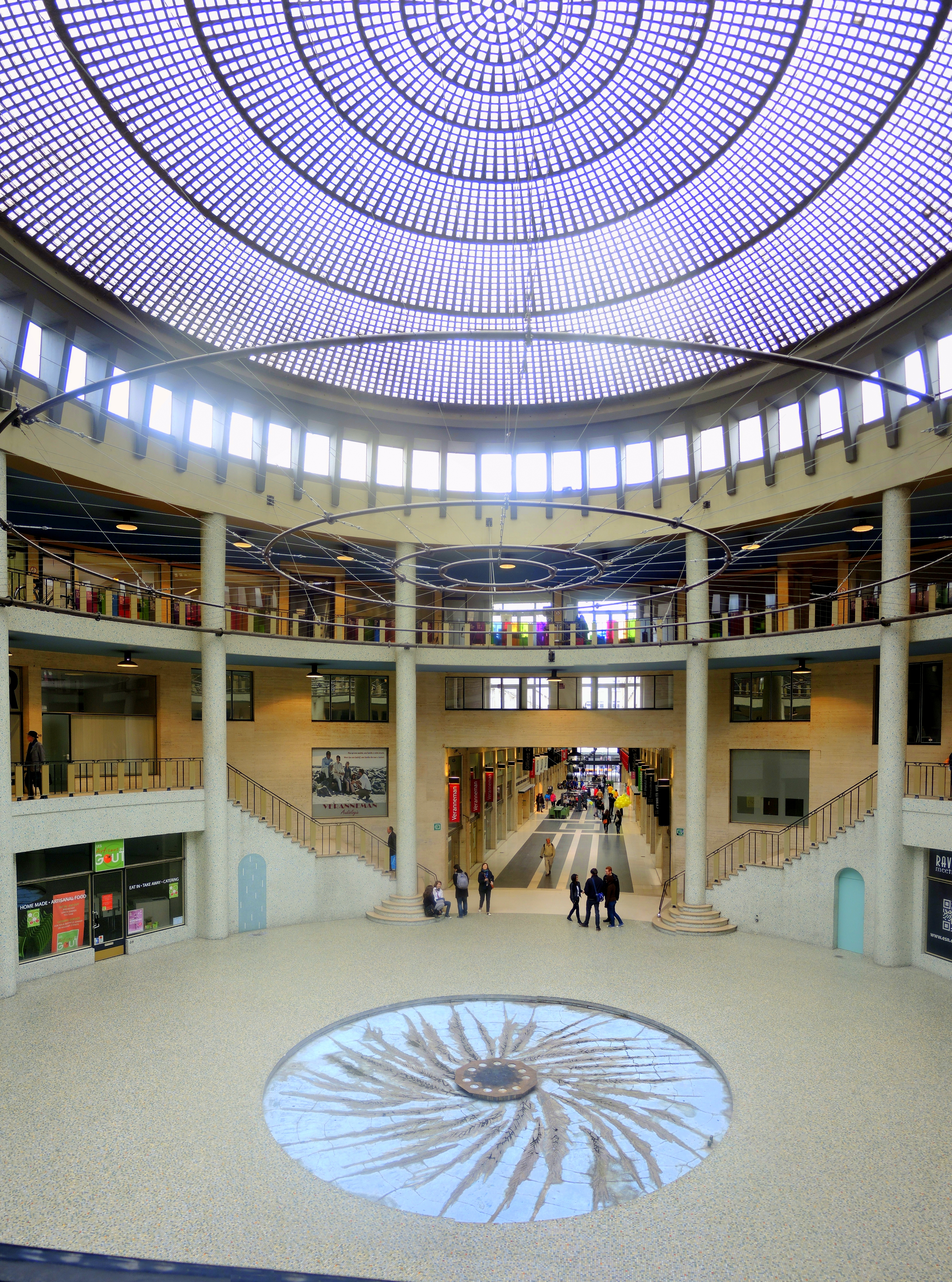
Pasáž v galerii

Galerie Ravenstein (nizozemsky Ravensteingalerij) je krytá obchodní galerie, která se nachází v centru Bruselu nedaleko od hlavního nádraží.
Galerie začíná na severozápadě u ulice Kantersteen a na jihovýchodě ji ukončuje ulice Rue Ravenstein, kde se nachází vstup k Paláci krásných umění (Bozar). Vybudována byla v 50. letech 20. století na místě po Severo-jižním spojení. Dokončena byla roku 1958; renovována v roce 2009 a dnes je chráněna jako kulturní památka.